# آرمان اکوان
آرمان اکوان (زاده ۱۳ اردیبهشت ۱۳۷۲ - سیرجان) بازیکن فوتبال اهل ایران است که در پست مدافع برای باشگاه فوتبال گل‌گهر سیرجان در لیگ برترخلیج فارس بازی می کند
وی سابقه عضویت در تیم‌های گل‌گهر سیرجان، نیروی زمینی، آرمان گهر، مس کرمان و ذوب‌آهن را در کارنامه دارد.